# Temporada 1991 del Campeonato Mundial de Superbikes

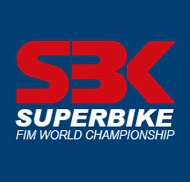
Imagen de SBK.

La Temporada 1991 del Campeonato Mundial de Superbikes fue la cuarta temporada del Campeonato Mundial de Superbikes, que empezó el 1 de abril en el Donington Park y terminó el 19 de octubre en Phillip Island compuesto con 13 carreras.
Doug Polen se proclamó campeón con 17 victorias y Ducati se adjudicó la clasificación de escuderías.

## Calendario y resultados
| Ronda | Ronda | Gran Premio    | Fecha            | Superpole        | Vuelta Rápida     | Piloto Ganador   | Equipo Ganador                   |
| ----- | ----- | -------------- | ---------------- | ---------------- | ----------------- | ---------------- | -------------------------------- |
| 1     | R1    | Donington      | 1 de abril       | Doug Polen       | Stéphane Mertens  | Doug Polen       | Team Fast by Ferracci            |
| 1     | R2    | Donington      | 1 de abril       | Doug Polen       | Doug Polen        | Stéphane Mertens | Total Wanty Mertens Racing       |
| 2     | R1    | Jarama         | 28 de abril      | Doug Polen       | Doug Polen        | Doug Polen       | Team Fast by Ferracci            |
| 2     | R2    | Jarama         | 28 de abril      | Doug Polen       | Doug Polen        | Doug Polen       | Team Fast by Ferracci            |
| 3     | R1    | Mosport        | 2 de junio       | Tom Kipp         | Pascal Picotte    | Pascal Picotte   | Fast Yamaha/Sunoco               |
| 3     | R2    | Mosport        | 2 de junio       | Tom Kipp         | Rueben McMurter   | Tom Kipp         | Wiseco Piston                    |
| 4     | R1    | Brainerd       | 9 de junio       | Stéphane Mertens | Doug Polen        | Doug Polen       | Team Fast by Ferracci            |
| 4     | R2    | Brainerd       | 9 de junio       | Stéphane Mertens | Stéphane Mertens  | Doug Polen       | Team Fast by Ferracci            |
| 5     | R1    | Österreichring | 30 de junio      | Doug Polen       | Doug Polen        | Stéphane Mertens | Total Wanty Mertens Racing       |
| 5     | R2    | Österreichring | 30 de junio      | Doug Polen       | Doug Polen        | Doug Polen       | Team Fast by Ferracci            |
| 6     | R1    | Misano         | 4 de agosto      | Doug Polen       | Rob Phillis       | Doug Polen       | Team Fast by Ferracci            |
| 6     | R2    | Misano         | 4 de agosto      | Doug Polen       | Raymond Roche     | Doug Polen       | Team Fast by Ferracci            |
| 7     | R1    | Anderstorp     | 11 de agosto     | Doug Polen       | Stéphane Mertens  | Doug Polen       | Team Fast by Ferracci            |
| 7     | R2    | Anderstorp     | 11 de agosto     | Doug Polen       | Raymond Roche     | Doug Polen       | Team Fast by Ferracci            |
| 8     | R1    | Sugo           | 25 de agosto     | Doug Polen       | Doug Polen        | Doug Polen       | Team Fast by Ferracci            |
| 8     | R2    | Sugo           | 25 de agosto     | Doug Polen       | Doug Polen        | Doug Polen       | Team Fast by Ferracci            |
| 9     | R1    | Shah Alam      | 1 de septiembre  | Doug Polen       | Doug Polen        | Raymond Roche    | Squadra Corse Ducati Lucchinelli |
| 9     | R2    | Shah Alam      | 1 de septiembre  | Doug Polen       | Raymond Roche     | Raymond Roche    | Squadra Corse Ducati Lucchinelli |
| 10    | R1    | Hockenheim     | 15 de septiembre | Doug Polen       | Raymond Roche     | Doug Polen       | Team Fast by Ferracci            |
| 10    | R2    | Hockenheim     | 15 de septiembre | Doug Polen       | Doug Polen        | Raymond Roche    | Squadra Corse Ducati Lucchinelli |
| 11    | R1    | Magny-Cours    | 29 de septiembre | Rob Phillis      | Doug Polen        | Doug Polen       | Team Fast by Ferracci            |
| 11    | R2    | Magny-Cours    | 29 de septiembre | Rob Phillis      | Doug Polen        | Doug Polen       | Team Fast by Ferracci            |
| 12    | R1    | Mugello        | 6 de octubre     | Doug Polen       | Doug Polen        | Doug Polen       | Team Fast by Ferracci            |
| 12    | R2    | Mugello        | 6 de octubre     | Doug Polen       | Giancarlo Falappa | Raymond Roche    | Squadra Corse Ducati Lucchinelli |
| 13    | R1    | Phillip Island | 19 de octubre    | Doug Polen       | Aaron Slight      | Kevin Magee      | Peter Jackson Yamaha Racing      |
| 13    | R2    | Phillip Island | 19 de octubre    | Doug Polen       | Aaron Slight      | Doug Polen       | Team Fast by Ferracci            |